# Universidade Jiaotong de Pequim
Universidade Jiaotong de Pequim (Acrónimo: BJTU; Inglês: Beijing Jiaotong University; Chinês: 北京交通大学; lit. "Universidade de Transportes de Pequim";  anteriormente Universidade Jiaotong do Norte) é uma universidade pública situada em Haidian, Pequim, China. Está afiliada ao Ministério da Educação e é cofinanciada pelo Ministério da Educação, pelo Ministério dos Transportes, pelo Governo Popular Municipal de Pequim e pela Empresa Estatal Ferroviária da China. A universidade faz parte do Plano Universitário Duplo de Primeira Classe e do Projeto 211.

## Ligações Externas
- Site oficial (em inglês)
- Site oficial (em chinês)